# Географія Болгарії

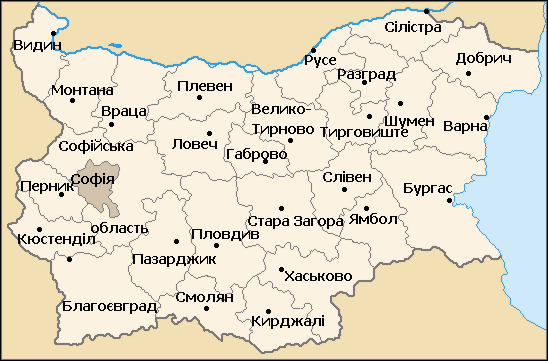
Провінції Болгарії

Болгарія (болг. България), Республіка Болгарія — держава у південно-східній Європі. Розташована в східній частині Балканського півострова. Межує на півночі з Румунією — вздовж Дунаю, на півдні — з Грецією і Туреччиною, на заході — з Сербією і Північною Македонією. На сході омивається Чорним морем протяжність берегової лінії — 378 км. Площа 110,9 тисяч км². Населення — 8,257 млн осіб (перепис 2001 року). Столиця — Софія.

## Назва
Назва країни Болгарія (болг. България) походить від назви болгарського народу. Існують різні версії походження терміна болгари/булгари. Згідно з однією з теорій, слово болгари з тюркської перекладається як повсталі.
Відповідно до теорії Гесера Курултаева первісною формою є Балгар, яка потім переходить в о у слов'янській вимові (напр. в давньоболгарських літописах). Бал-/балч- означає голова, головний, а -гар — рід, народ. Тобто болгар (балгар) — головний народ. Існує варіанти розшифровки слова болгар за допомогою татарської мови, де бай — багатий, знатний, пан або бойліґ/байліґ — багатство, знатність, а ар-їре — людина, чоловік, тобто болгар — це знатний чоловік або просто пан, а також за допомогою чуваської мови, де пул- (у татарській вимові це ж слово звучить як бул-) означає будь, а кар (у татарській вимові звучить також) — дружній, тобто болгар (пул кар) — це заклик до єдності Будь дружнім.

## Розташування
Максимальна відстань із заходу на схід — 520 кілометрів, з півдня на північ — 330 кілометрів. Болгарія має спільний кордон на півночі з Румунією, на заході із Сербією та Північною Македонією, на півдні з Грецією та Туреччиною. Чверть території займають ліси — одні з найгустіших у центральній Європі.

### Крайні пункти
| Тимок Вейката Китка Шабла Мусалаclass=notpageimage\| Крайні точки Болгарії |

Болгарія лежить між 44°12′45′′ і 41°14′05′′ північної широти, 22°21′56′′ і 28°36′35′′ східної довготи.
Крайні пункти держави:
- північна точка — гирло річки Тимок на Дунаї (болг. Тимок) 44°12′45″ пн. ш. 22°39′57″ сх. д. / 44.21250° пн. ш. 22.66583° сх. д.;
- південна точка — гора Вейката (болг. Вейката) 41°14′05″ пн. ш. 25°17′18″ сх. д. / 41.23472° пн. ш. 25.28833° сх. д.;
- західна точка — гора Китка (болг. Осоговска Китка) 42°18′35″ пн. ш. 22°21′56″ сх. д. / 42.30972° пн. ш. 22.36556° сх. д.;
- східна точка — ріг Шабла (болг. Шабла) 43°32′31″ пн. ш. 28°36′35″ сх. д. / 43.54194° пн. ш. 28.60972° сх. д. поблизу міста Шабла.

## Рельєф

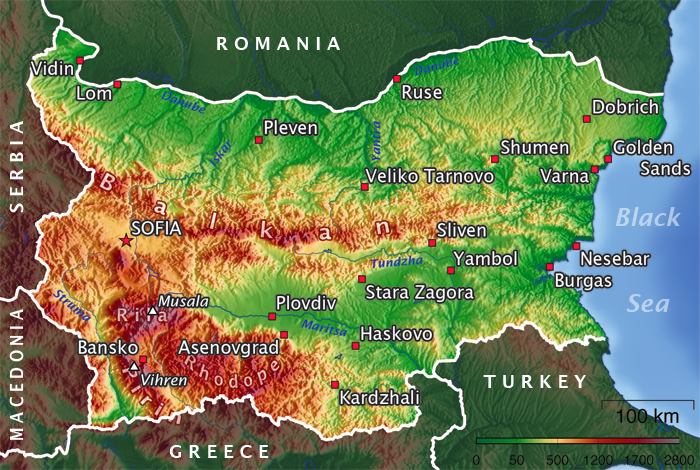
Фізична карта Болгарії

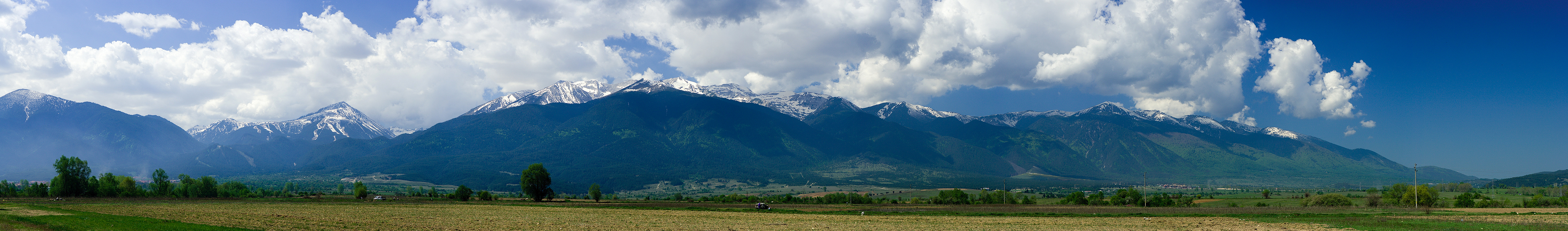
Панорама хребта Пірин

Велика частина країни — гірські хребти Стара-Планина, Средна-гора, Рила з горою Мусала (вища точка Балканського півострова, 2925 м), Пірин, Родопи. На півночі Болгарії — Ніжньодунайська рівнина, в центрі — Казанликська улоговина, південніше — обширна Верхньофракійська низовина.

## Клімат

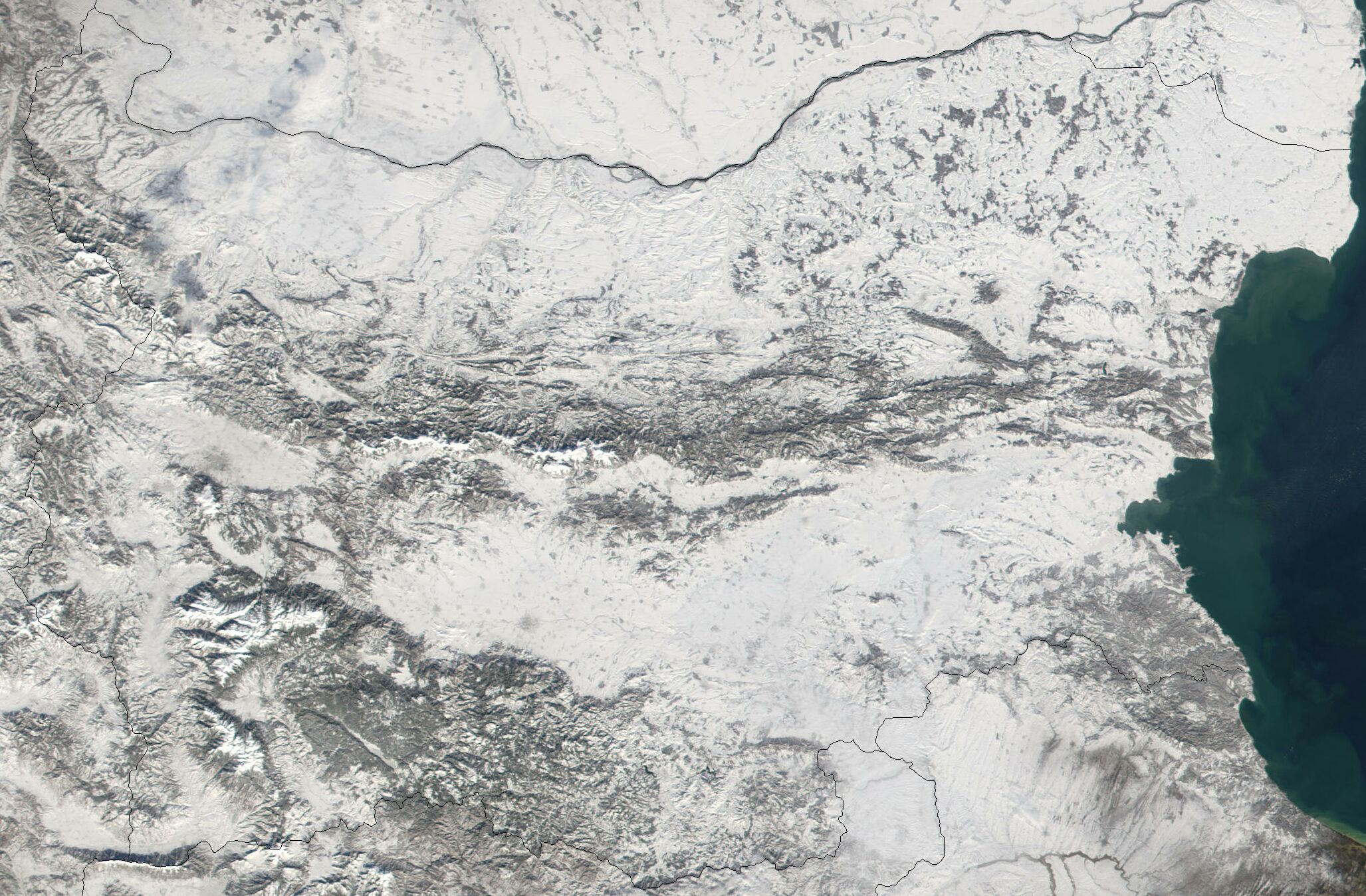
Болгарія у грудні. Світлина з супутника.

Клімат країни помірний, на півдні перехідний до середземноморського. На рівнинах середні температури січня від −2...2 °С, липня до 25 °С. Опадів випадає в рік від 450 мм на рівнинах, до 1300 мм — в горах. Завдяки легкому морському бризу влітку немає виснажливої спеки.

## Гідрографія

### Річки

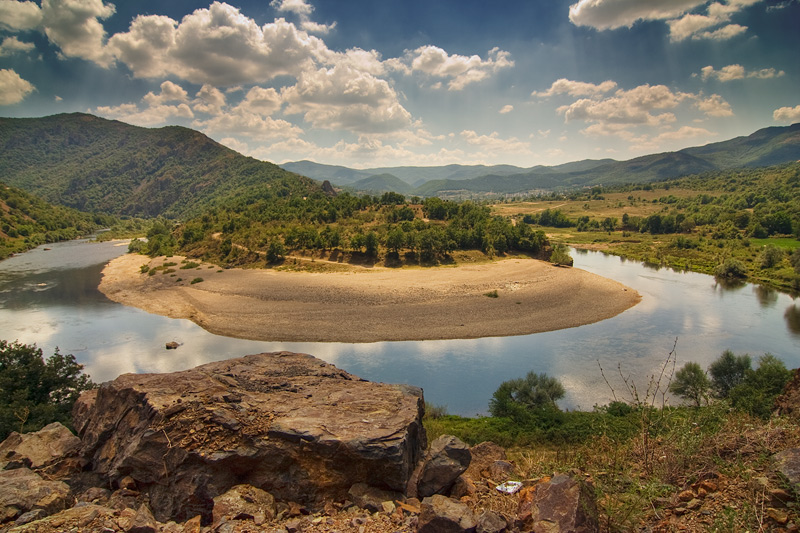
Річка Арда у Родопах

Великі річки: Дунай, Мариця.

## Рослинність
Ліси займають близько 1/3 території, переважно листяні. Болгарія славиться олійними трояндами, які квітнуть по всій Казанликській долині, відомій як Трояндова долина. Високо в горах зустрічаються дуже рідкісні і красиві квіти — едельвейси. Всьому світу знайомі сорти болгарського тютюну.

## Охорона природи
Національні парки Болгарії: Віташа, Золоті піски, Ропотамо, Стенето та інші. Болгарська прибережна смуга протягнулася на 648 км. Місцями її ширина досягає 100 м.